# Reservedrijfvermogen
Reservedrijfvermogen (Engels: reserve buoyancy, deadworks of upperworks) is het volume van de afgesloten ruimte dat zich boven water bevindt.
De wet van Archimedes stelt dat een ondergedompeld lichaam een opwaartse stuwkracht ondervindt die gelijk is aan het gewicht van de verplaatste vloeistof. Enkel het ondergedompelde deel (ook wel carène, quickworks of underwater hull genoemd) van het schip zorgt dus voor drijfvermogen.
Een schip zal altijd afgesloten ruimtes hebben die zich niet onder water bevinden, maar wel reservedrijfvermogen kunnen geven wanneer het schip extra beladen wordt. Als een ruimte niet afgesloten is, kan het geen drijfvermogen geven. Om deze reden worden open ruimtes niet tot het reservedrijfvermogen van een schip gerekend.
Redenen waarom een schip reservedrijfvermogen nodig heeft:
1. Dit kan van belang zijn wanneer een schip vaart in ijsgebieden en waar aanzienlijke hoeveelheden ijsafzetting het schip extra kunnen beladen. Andere vormen van neerslag kunnen het schip ook aanzienlijk verzwaren. Om te vermijden dat het schip zinkt, heeft men reservedrijfvermogen nodig.
2. Wanneer een schip vaart in een ruwe zee, zal het extra drijfvermogen nodig hebben om snel terug uit het water te rijzen.[2]
3. Als er een gat ontstaat in het gedeelte van de romp dat zich onder water bevindt, zal het schip plots heel wat drijfvermogen verliezen. Bij een aanzienlijke hoeveelheid instromend water zou het schip wederom zelfs kunnen zinken. Dit kan opgevangen worden door een voldoende grote hoeveelheid reservedrijfvermogen.

Uitdrukkingen voor reservevedrijfvermogen:
1. Reservedrijfvermogen kan worden uitgedrukt als een volume
2. Reservedrijfvermogen kan ook worden uitgedrukt als een percentage van het totale volume van een schip